# Caille
Caille ist eine französische Gemeinde im Département Alpes-Maritimes in der Region Provence-Alpes-Côte d’Azur. Sie gehört zum Arrondissement Grasse und zum Kanton Grasse-1. Die Bewohner nennen sich die Caillos.

## Lage
Die Gemeinde liegt im Regionalen Naturpark Préalpes d’Azur.
Die angrenzenden Gemeinden sind Valderoure im Norden, Andon im Westen, Escragnolles im Süden und Séranon im Westen.

## Verkehrsanbindung
Caille ist an das Linienbusnetz der am 1. Januar 2014 gegründeten Unternehmung „Sillages“ angeschlossen, mit den Linien 40 (Saint-Auban – Grasse), 400 (Valderoure – Saint-Vallier-de-Thiey), 410 (Valderoure – Caille) und 411 (Saint-Auban – Villaute). Durch die Ortschaft führt die Départementsstraße D79, die dort mit der Route Napoléon identisch ist.

## Bevölkerungsentwicklung
| 1962 | 1968 | 1975 | 1982 | 1990 | 1999 | 2008 | 2016 |
| ---- | ---- | ---- | ---- | ---- | ---- | ---- | ---- |
| 114  | 124  | 109  | 144  | 176  | 220  | 330  | 436  |